# Kunst

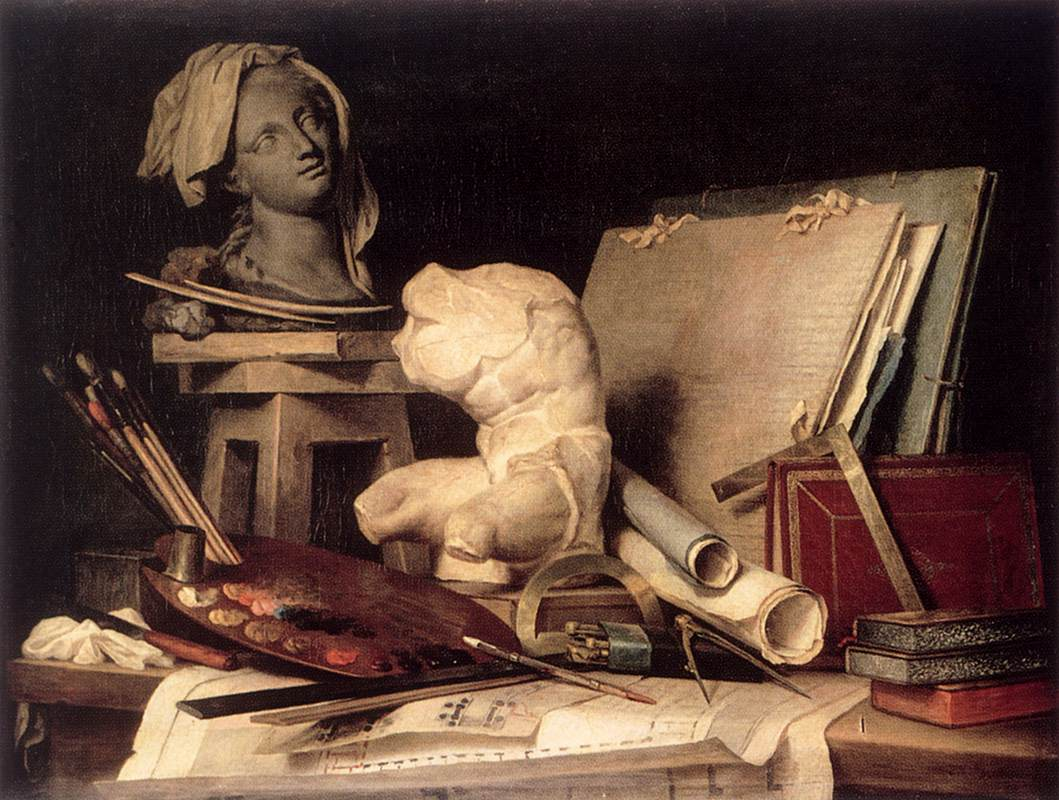
Attributen van schilderkunst, beeldhouwkunst en architectuur. Anne Vallayer-Coster, 1769, olieverf op canvas

Kunst is de bewuste creatie van iets moois of betekenisvols met behulp van vaardigheid en verbeelding. Het omvat een breed scala aan menselijke activiteiten, waaronder schilderen, tekenen, grafiek, beeldhouwen, moderne mediakunst, theater, dans, muziek en zang, fotografie, film, architectuur, literatuur en poëzie.
In de westerse esthetica overstijgt het kunstwerk als resultaat van het bewust gebruik van vaardigheden en creatieve verbeelding het louter functionele, met uitzondering van de bouwkunst en bouwkunde (architectuur) waar functionaliteit een eerste vereiste is. Elke opvatting van kunst is echter cultuurspecifiek en tijdgebonden. Van vrijwel elke cultuur zijn voorwerpen bekend die zich onderscheiden van ‘gewone’ objecten doordat er in het algemeen een hogere esthetische waarde aan wordt toegeschreven. Dergelijke objecten hebben soms niet-esthetische – ceremoniële of religieuze of propagandistische – functies, en soms niet. Ook binnen eenzelfde cultuur kunnen opvattingen over kunst evolueren: er ontstaan nieuwe genres en er ontwikkelen zich andere kunstvormen, waardoor het idee over de functie en de aard van kunst verandert.

## Definitie van kunst
| - Kunstdisciplines - Beeldende kunst, visuele kunst, plastische kunst - beeldhouwkunst - schilderkunst - bouwkunst, architectuur en design - textielkunst - grafische vormgeving, prentkunst, drukkunst, typografie - fotografie - film (cinematografie) - Literatuur, letteren - epiek ≈ verhalend proza - lyriek ≈ poëzie - dramatiek ≈ toneelstukken) - Podiumkunsten, uitvoerende kunsten - Muziek - volksmuziek - lichte muziek, populaire muziek - klassieke muziek, kunstmuziek - Muziektheater - opera - musical - Theater - toneel - straattheater - poppentheater - Dans - Mediakunst, kunst en technologie - Art & Language - Conceptuele kunst - Digitale kunst - Elektronische kunst - Systems art |

Er bestaat geen algemeen geaccepteerde definitie van kunst. Wat wel en niet onder 'kunst' wordt verstaan is onderwerp van voortdurende discussie.
Traditionele definities vallen te onderscheiden in representatieve of mimetische definities, expressieve definities en formalistische definities, die kunstwerken beoordelen op hun figuratieve, expressieve en formele eigenschappen.
Een van de oudste beschouwingen over kunst is die van Plato, die in de Staat het kunstwerk typeert als mimetisch, ‘slechts’ een nabootsing van de werkelijkheid (en dus inferieur). Ook andere invloedrijke filosofen zoals Arthur Schopenhauer en Friedrich Nietzsche hebben zich beziggehouden met kunstbeschouwing – zie daarvoor het artikel esthetica.
Conventionele definities kwamen in de twintigste eeuw onder druk door de opkomst van kunstwerken die sterk afweken van alle voorgaande kunstwerken. Avant-garde werken zoals de 'Fontein' van Marcel Duchamp (een urinoir waarvan wordt aangenomen dat Duchamp het in 1917 onder een pseudoniem signeerde en instuurde voor deelname aan een expositie van de Society of Independent Artists in New York) en andere "readymades" onttrokken zich aan de traditionele beschouwing van kunst. Hetzelfde kan gezegd worden van andere conceptuele werken zoals All the things I know but of which I am not at the moment thinking – 1:36 PM; June 15, 1969 van Robert Barry en 4'33" van John Cage. Het scepticisme over de mogelijkheid en de waarde van een definitie van kunst leidde sinds de jaren 1950 tot een discussie binnen de esthetiek die nog steeds gaande is.
Enkele uitspraken over kunst:
- Immanuel Kant definieert in zijn Kritik der Urteilskraft (1790) een kunstwerk als "Een soort voorstelling die zichzelf tot doel heeft, maar niettemin de mentale beoefening van sociale communicatie bevordert.'
- Lev Tolstoj: "Kunst is een manier om mensen te verbinden, door middel van gedeelde gevoelens, onmisbaar voor het welzijn van individuen en de mensheid."
- Francis Ford Coppola: "Risico is het bepalende element van kunst. Als je geen risico neemt, hoe kan je dan iets moois maken wat nog nooit eerder is vertoond? Het is als een baby verwachten zonder seks te hebben. Je moet risico's nemen."

## Gezien vanuit de maker of de waarnemer
Kunst kan bekeken worden vanuit de maker of de waarnemer. Vanuit de maker gezien gaat kunst om het uitdrukken van ideeën of gevoelens middels een scheppende activiteit. Gezien vanuit de waarnemer is kunst een schepping die een gevoel of verbeelding oproept. Vaak doet kunst een beroep op het menselijk gevoel voor esthetiek, maar kan daar soms ook op schokkende wijze afstand van doen. De waarnemer kan via kunst even ontsnappen uit zijn dagelijkse realiteit, en worden meegenomen naar een door die kunstenaar gecreëerde wereld, of anders om de dagelijkse realiteit vanuit een ander perspectief te ervaren.

## Kunst als ambacht
Een vroege betekenis van het woord 'kunst' is kunde of ambacht. Vele huidige kunstvormen zijn begonnen als ambacht, zoals schilderen, pottenbakken en glasblazen. Als bijvoorbeeld een mandenmaker slechts de bedoeling heeft een mand te maken die goederen kan bevatten, gaat het om kunde. Hij is dan wellicht een bekwaam ambachtsman. Maar als hij die mand een zo fraai mogelijke, unieke vorm tracht te geven, met de bedoeling een sierlijk object te vervaardigen, dat gaat het om kunst. Het creëren van opzichzelfstaande werken (dus geen massaproductie) is lang een voorwaarde geweest om iets kunst te noemen. Door moderne technieken is dit sinds de jaren 80 minder belangrijk geworden. Tegenwoordig kennen we kunst in veel verschillende, digitale vormen. Foto's, films, muziek en zelfs online websites kunnen tegenwoordig tot kunst gerekend worden.

## Geschiedenis

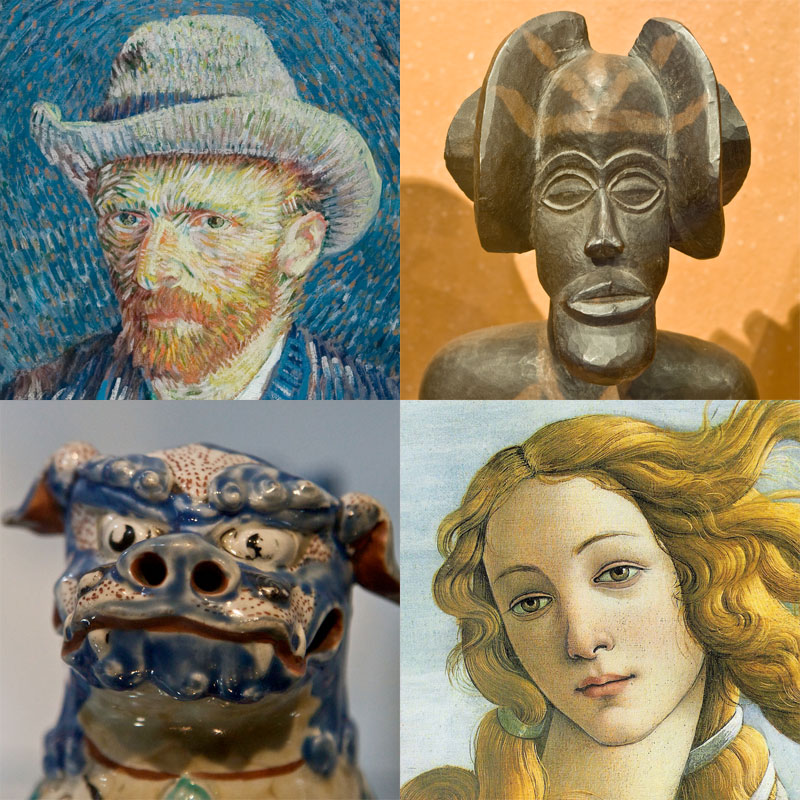
Gezichten uit verschillende tijden en stijlen. Met de klok mee vanaf linksboven: een zelfportret van Vincent van Gogh, een Afrikaans Chokwebeeld, een detail uit de De Geboorte van Venus van Botticelli en een Japanse tempelleeuw.

Kunst met de bedoeling en betekenis zoals we die tegenwoordig in het Westen kennen is pas ontstaan in de periode van de renaissance. Voor die tijd werd kunst niet gezien als een individuele expressie maar als een middel om vorm te geven aan religieuze symbolen en vertellingen. Kunstenaars zoals beeldhouwers, kunstschilders en houtsnijders, werden tot het einde van de middeleeuwen gezien als een bijzondere elite onder de ambachtslieden. Zij werkten meestal in opdracht van de kerkelijke machthebbers, of rijke families en maakten bijvoorbeeld een beeldhouwwerk of plafondschildering. Het signeren van een kunstwerk als bevestiging van het individuele kunstenaarschap zoals we dat nu kennen was in die tijd ongebruikelijk. De oudste vormen van kunst dateren van 22.000 voor Christus en hadden waarschijnlijk een sterk religieuze of symbolische betekenis en werden bijvoorbeeld gebruikt binnen de context van een ritueel. Een voorbeeld is de Venus van Willendorf. Latere vormen van kunst (muziek, dans, theater, en tekenen/schilderen) werden gemaakt ter ere van een bijzondere gebeurtenis, zoals een huwelijk of een troonopvolging.

## Het waardeoordeel van de toeschouwer
De manier waarop de toeschouwer het kunstwerk beschouwt en welke reactie het uitlokt bij zijn publiek en critici noemen we ook de receptie.
Een kunstenaar getuigt in zijn werk soms van zijn persoonlijke mening of zijn gevoelens. Kunst spreekt vaak een eigen taal, die verstaan kan worden door degenen die het kunstwerk beschouwen. Toch hoeft het niet per se de bedoeling van een kunstwerk te zijn dat de toeschouwer onmiddellijk begrijpt welke persoonlijke expressie de kunstenaar in zijn werk legde.
Actuele kunst kan voor het publiek soms in eerste instantie moeilijk te begrijpen zijn omdat een vernieuwend kunstenaar iets uitdrukt waarvoor vaak nog geen vergelijkingsmateriaal bestaat.

## Abstractie in de kunst
Veel moderne kunstenaars hebben zich gewend tot de abstracte kunst. Ze zijn afgestapt van de traditionele verbeelding van de werkelijkheid en zoeken naar patronen, kleurschakeringen of non-figuratieve verbeeldingen zoals zij deze willen gebruiken hun eigen gevoelens of ideeën tot uitdrukking te brengen. Abstracte kunst is niet eenvoudiger dan traditionele, realistische kunst, maar een afstammeling ervan. Abstracte kunst is meestal zeer zorgvuldig overwogen en gecomponeerd, en veel bekende abstracte schilders hebben eerst jarenlang figuratief gewerkt, voordat ze zich aan abstracties waagden.
In Australië maken de Aboriginals al duizenden jaren abstracte kunst. Moderne abstracte kunst in de westerse wereld ontstond pas aan het begin van de 20e eeuw. Zwart vierkant van Kazimir Malevitsj wordt door een aantal kunsthistorici beschouwd als een meesterwerk, het einde van een tijdperk en het begin van iets compleet nieuw. Iedereen zou dat schilderij kunnen maken want het vereist geen kunde of vaardigheden en het materiaal kost weinig. Hij tastte met zijn werk de regels van de mimetische kunst aan. Men moest zich de vraag stellen of kunst technische vaardigheid, een vorm van illusionisme, figuratie en onderwerp vereist.
Belangrijke kunstenaars zoals Cézanne, Picasso en Kandinsky hebben bijgedragen aan de abstractie in de schilderkunst. De bekendste Nederlandse abstracte kunstenaar is Mondriaan.

## Magisch realisme
In de abstracte kunst zijn talloze richtingen. Sommige kunstenaars werken volgens een methode, die we halfabstract of geabstraheerd zouden kunnen noemen. In een geabstraheerd schilderij zijn mensen, bomen, gezichten en voorwerpen nog wel te herkennen, maar ze zijn op alle mogelijke manieren vervormd of uit hun verband gerukt (magisch realisme). Dat abstracte kunst juist in deze tijd is ontstaan, is eigenlijk niet zo vreemd. Kunstenaars reageren meestal op het karakter en de geest van een bepaalde tijd. Onze tijd is een overgangstijd; oude ideeën tuimelen omver en gevestigde overtuigingen worden door allerlei oorzaken aan het wankelen gebracht en dat alles komt op een of andere wijze tot uitdrukking in verscheidene moderne kunstvormen; in de schilderkunst evengoed als in het werk van moderne beeldhouwers en in de composities van hedendaagse componisten en liedjesschrijvers. En zelfs toegepaste kunsten (zoals het ontwerpen en uitvoeren van meubels en van gebruiksvoorwerpen) kunnen zich niet helemaal aan de invloed van de abstracte kunst onttrekken en leveren werk af, dat vaak sterk afwijkt van het traditionele.

## Toegepaste kunst
De moderne toegepaste kunst (architectuur, binnenhuisarchitectuur, industriële vormgeving, fotografie, grafische vormgeving en modevormgeving) wordt tegenwoordig door tal van factoren beïnvloed. Kunstenaars, die zich met deze kunstvormen bezighouden, besteden bijvoorbeeld bijzonder veel aandacht aan de bruikbaarheid van hun producten. Ze streven, om een voorbeeld te noemen, naar een zeer mooie stoel – maar zorgen er tegelijkertijd voor, dat die stoel uiterst gemakkelijk zit en dat de bruikbaarheid ervan niet wordt opgeofferd aan de schoonheid. Bovendien houden zij rekening met allerlei ontdekkingen van de moderne wetenschap. Sinds ze bijvoorbeeld weten dat blauwe kleuren de meeste mensen een gevoel van kilheid geven en rode en gele kleuren een gevoel van warmte, zijn ze in staat voor allerlei omstandigheden een betere kleurcombinatie te ontwerpen.

## Kunstvormen
Binnen de kunst zijn verschillende stijlperioden en ook veel verschillende schilderstijlen. Zie de Europese kunststromingen.

### Beeldende kunst

#### Schilderkunst en tekenkunst
Al de vroegste mens gebruikte kleuren om in rotswanden afbeeldingen te maken van de wereld om hem heen. In later tijden is de teken- en schilderkunst geëvolueerd tot een ontzettend brede kunstvorm, met uitingen in vele vormen. Van figuratief (“je ziet wat het is”) tot abstract (“je voelt en ervaart wat het zou kunnen zijn”). Uit de schilderkunst zijn andere kunstvormen ontstaan, waartoe bijvoorbeeld de mengvorm van tekening en tekst, de strip, behoort.
Veel andere kunstvormen zijn terug te voeren op de schilderkunst: borduurwerk is bijvoorbeeld een vorm die in plaats van verf garen neemt.

#### Beeldhouwkunst
De beeldhouwkunst omvat een grote verscheidenheid aan kunstuitingen, van niet alleen praktische gebruiksvoorwerpen als potten en bekers tot installaties op stadspleinen en langs snelwegen, die soms zelfs kunnen bewegen. Tussen beeldhouwkunst en schilderkunst is een grote band te zien. Ook hier is sprake van figuratieve kunst en abstracte kunst. Een groot verschil is dat beeldhouwkunst ook in praktische voorwerpen terug te vinden is (hoewel ook schilderkunst afgebeeld wordt op koekblikken en dergelijke, en als muurschildering onderdeel van de architectuur kan uitmaken).

#### Moderne media
Onder moderne media vallen kunstvormen als videokunst, audiovisuele installaties, digitale media. Ook wel multimedia of nieuwe media genoemd.

### Toegepaste kunst
Hiertoe behoort het domein van de architectuur, design, edelsmeedkunst, mode, textiel, etc. Zie: kunstnijverheid.
Architectuur is de kunst en wetenschap van het ontwerpen van de gebouwde omgeving, inclusief landschappen, steden, gebouwen en interieurs. Soms wordt architectuur ook 'bouwkunst' genoemd.

### Woordkunst en drama
Door zijn lichaam en stem in te zetten in het uitbeelden van de wereld om hem heen én de wereld van de goden maakte de mens al een vroege vorm van theater. Tegelijkertijd ontstonden muziek en dans als kunstvormen, die vaak samengaan. Door de oude Grieken werd het theater tot volwassen kunstvorm gebracht, en nadat de Romeinen het van de Grieken overgenomen hadden, en later hadden laten doodbloeden, ontstonden in de vroege middeleeuwen weer nieuwe vormen van theater. Eerst in de kerk, later voor de deur van de kerk, en nog later ver van de kerk vandaan. Tegenwoordig wordt theater vooral op speciaal daarvoor gemaakte locaties gebracht. Ook bij deze kunst wordt verschil gemaakt tussen realistisch en abstract theater.

#### Filmkunst
De filmkunst of cinematografie is een kunstvorm die niet altijd tot de kunst wordt gerekend omdat het amusement zou zijn en daarom onder de populaire (cultuur) zou vallen. De films die niet alleen zijn gemaakt voor amusement, maar die de toeschouwer tot denken aanzetten en meer doen dan alleen vermaken worden wel tot de kunst gerekend. Zulke artistieke films worden over het algemeen zelden vertoond in grote bioscopen maar vaker in de wat kleinere filmhuizen.
- Kleinkunst
- Film (cinematografie)

### Muziek
Net als theater vindt muziek zijn oorsprong in de riten van primitieve volken. Langzaam leerde de mens om van de materialen om zich heen instrumenten te maken, die elk een ander geluid voortbrachten. Van holle boomstam tot drumstel, van rietje tot klarinet. Muziek heeft een enorme reikwijdte: de klassieke componisten die harmonisch componeerden, de trommels van de primitieve volkeren, de basdreun van moderne dance, de moderne klassieke componisten die atonale werken neerzetten.

### Dans
Ook in dans is er de figuratieve en de abstracte vorm. Het ontstaan van dans gaat gelijk op met het ontstaan van het theater, waarbij je kunt zeggen dat er in de eerste vormen nauwelijks onderscheidt te maken is tussen dans en theater. Ook nu gebruiken dans en theater veel dezelfde manieren van opbouw van een werk, waarbij tegenwoordig zelfs vaak tekst te horen is in dans.

### Mengkunst (Cross-over)
Het combineren van verschillende kunstvormen en disciplines noemt men soms cross-over. Ook het combineren van verschillende uitingen binnen een bepaalde kunstvorm (hiphop met klassieke muziek bijvoorbeeld) wordt cross-over genoemd. Al vanaf het begin van de kunsten worden er uitwisselingen en mengvormen gemaakt. Voorbeelden van mengkunst vindt men bij De Groep, die enerzijds figuratieve en abstracte kunst wilde combineren en anderzijds teken-/schilderkunst, beeldhouwkunst en architectuur. Een andere naam voor cross-over mengkunst is: eclecticisme. Dat staat voor het streven verschillende stijlelementen te versmelten tot iets nieuws.

### Strip
Het stripverhaal is een gecombineerde kunstvorm, waarbij tekst en beeld samen een geheel vormen.

## Kunstuitleen
In veel grote steden zijn organisaties voor kunstuitleen gevestigd. Soms noemt men een kunstuitleen ook een artotheek. Dit soort instelling is vergelijkbaar met een bibliotheek maar men leent er kunstwerken in plaats van boeken. Kunstliefhebbers kunnen er lid van worden en een of meerdere kunstwerken lenen. Soms wordt tijdens het lidmaatschap een saldo opgebouwd waarmee men een kunstwerk naar keuze kan aankopen. Vaak organiseren artotheken wisselende tentoonstellingen, die aansluiten bij de doelstelling een breed publiek de gelegenheid te geven met de hedendaagse kunst in aanraking te komen. Soms worden opdrachten gegeven aan kunstenaars om een werk in oplage te vervaardigen, dat daarna voor de leden van de kunstuitleen tegen een gereduceerde prijs te koop is. Instellingen voor kunstuitleen proberen de drempel te verlagen, die sommige mensen ervaren bij het betreden van een galerie. Daarnaast kan verkoop en verhuur via de kunstuitleen een bron van inkomsten zijn voor kunstenaars.

## Economische waarde en markt
Kunstverzamelaars geven vaak veel geld uit om een kunstverzameling op te bouwen. Rijke verzamelaars kopen dan exclusieve stukken bij grote veilingshuizen. De prijzen op veilingen worden beschouwd als de marktprijs voor verzekeraars. Het erkennen van een echt of vals meesterwerk behoort toe aan specialisten, wier oordeel grote gevolgen kan hebben voor de waarde.

## Kunstroof
Gedurende de eeuwen was de waarde van kunstwerken voor verschillende heersers een motief om kunstwerken te stelen. Soms gebeurt dit als particulieren de opdracht geven zoals gebeurde bij de diefstal van De rechtvaardige rechters. Daarnaast bestaat er ook georganiseerde politieke diefstal en roof. Dit gebeurde reeds in de renaissance maar ook tijdens de Tweede Wereldoorlog waarbij Hitler jacht maakte op wereldberoemde kunstwerken. Bekende Joodse verzamelaars werden opgepakt en hun verzameling opgeëist door het Derde Rijk. Kunst werd onderdeel van de filosofie van het Derde Rijk; zie ook: Entartete Kunst.

## Kunstevenement
Een kunstevenement is een evenement met als hoofdattractie het kijken naar beeldende kunst, bijvoorbeeld een kunstbeurs of een biënnale.